# Henry John Boddington
Henry John Boddington, né le 14 octobre 1811 à Londres et mort le 11 avril 1865 à Barnes, est un peintre paysagiste anglais de l'époque victorienne et membre des peintres de la famille Williams (en).

## Biographie
Henry John Boddington naît Henry John Williams le 14 octobre 1811 à Londres, second fils du peintre Edward Williams (en) (1781-1855) et d'Ann Hildebrandt (1780-1851), et membre de la famille de la famille des peintres Williams, qui est lié à des artistes célèbres comme James Ward, RA et George Morland. Son père est un paysagiste bien connu, qui lui a appris à peindre ; sinon, il n'a reçu aucune instruction formelle.
En 1832, alors tout juste majeur, il épouse Clarissa (Clara) Eliza Boddington (fille de John Boddington), et adopte son nom de famille, devenant Henry John Boddington, afin de distinguer son travail de celui de ses frères et autres parents ; Ils ont un enfant, Edwin Henry Boddington, (1836-1905), qui deviendra peintre. Après quelques années de grande pauvreté, Henry John Boddington devient un artiste très prospère. Il vit d'abord à Pentonville, s'installe à Fulham, puis à Hammersmith, et enfin en 1854 à Barnes, puis dans le Surrey.
Ses premières peintures représentent le paysage du Surrey et les rives de la Tamise. Ses œuvres sont exposées pour la première fois à la Royal Academy de Londres en 1837, et à partir de 1839, un ou deux de ses tableaux y sont exposés chaque année jusqu'à sa mort. Il expose davantage de peintures à la Royal Society of British Artists. Son nom apparaît pour la première fois dans le catalogue de 1837, et, en 1842, il devient membre de la société (RBA), puis y expose en moyenne dix tableaux par an jusqu'à sa mort. En 1843, il se rend dans le Devonshire, séjournant à Ashburton ; en 1846, le Lake District anglais ; et, en 1847, pour la première fois, le nord du Pays de Galles, qui devient son terrain de travail préféré. Boddington a également peint en Écosse, dans le Yorkshire et dans d'autres régions d'Angleterre, mais n'a jamais voyagé sur le continent.
Le Dictionary of National Biography décrit Boddington comme « d'un caractère humoristique, aimable et viril ». Après avoir souffert pendant plusieurs années d'une maladie évolutive du cerveau, il meurt, à son domicile de Barnes, le 11 avril 1865.

## Peintres de la famille Williams
Henry John Boddington est un peintre de la famille Williams (Williams family of painters), famille d'artistes que l'on appelle parfois l'école Barnes. Son père et ses cinq frères (énumérés ci-dessous) sont tous des peintres paysagistes réputés à l'époque victorienne. Henry John Boddington est l'un des trois fils d'Edward Williams qui ont changé leur nom de famille pour protéger l'identité de leur art.
- Edward Williams (père)
- Edward Charles Williams (en)
- George Augustus Williams (en)
- Arthur Gilbert (peintre) (en)
- Sidney Richard Percy (en)
- Alfred Walter Williams (en)

## Œuvre
Henry John Boddington développe son propre style, caractérisé par une capacité remarquable à représenter le feuillage des arbres à contre-jour. Jan Reynolds (1975) observe que « l'un de ses effets les plus caractéristiques est l'apparition d'une journée chaude, avec le soleil juste hors de l'image, donnant une atmosphère vaporeuse et brumeuse au paysage, avec des ombres d'un bleu profond ajoutant une plus grande valeur à la ton opposé de jaune. Les montagnes lointaines fondent sous le soleil vaporeux. L'artiste est passé maître dans cet effet. ». Comme beaucoup de peintres victoriens, il travaille à grande échelle. La Fine Arts Quarterly Review (Vol. 3, 1865) note qu'« il peignait des tableaux non seulement grands, mais parfois grandioses. Ses paysages de montagnes, de lacs et de rivières avaient une ampleur et une puissance scéniques. » Ses peintures représentent principalement des scènes paisibles de la campagne anglaise.

## Galerie

Œuvres d'Henry John Boddington
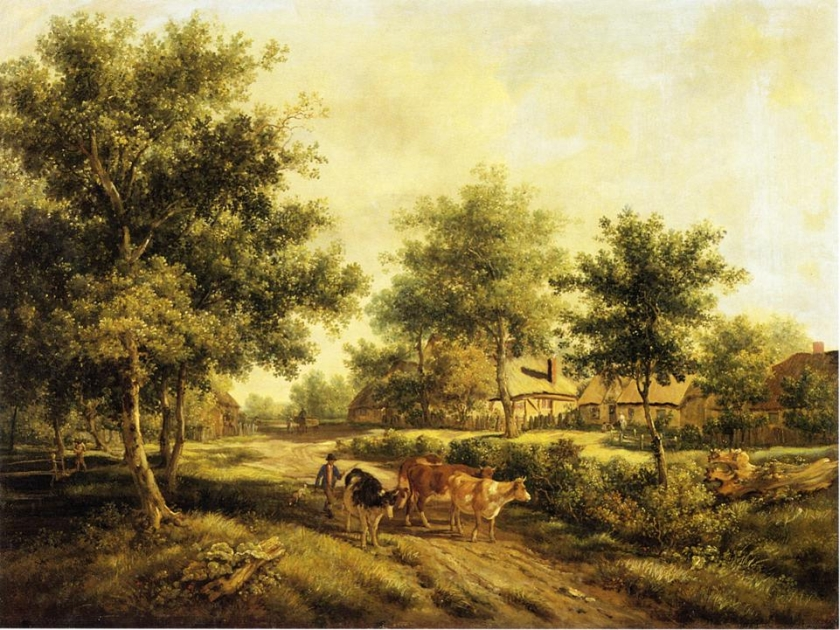
Un Hameau de Norfolk, 1840.
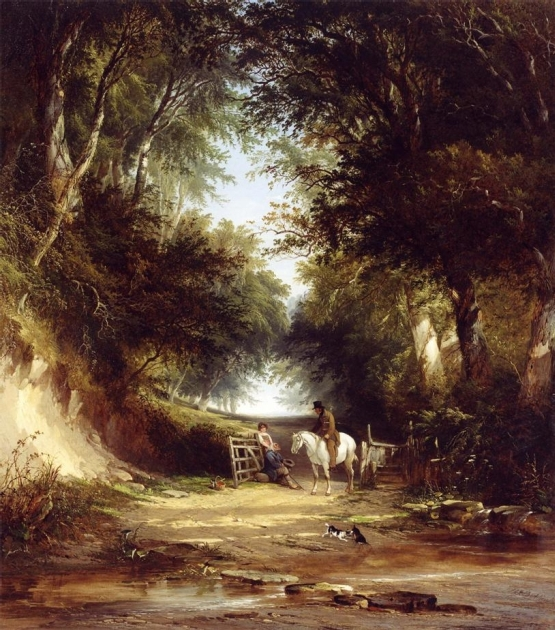
Un Chemin à travers les bois, 1851.
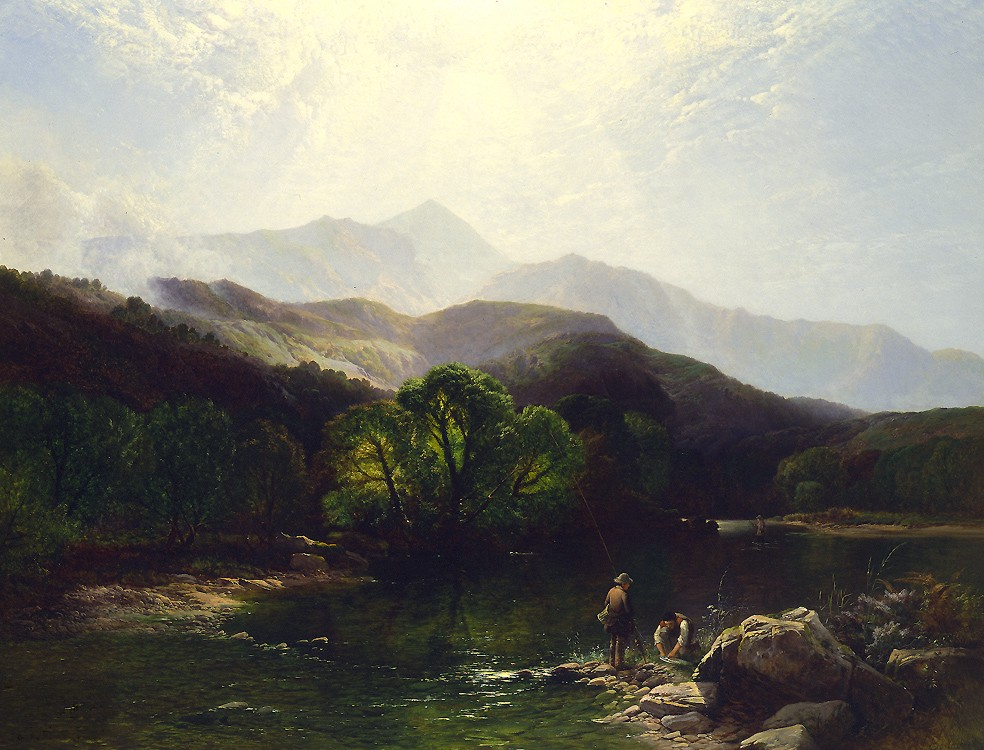
Un Ruisseau à truites, au nord du Pays de Galles.